# دین در ایتالیا
ادیان در ایتالیا طبق پژوهش‌های مرکز تحقیقات پیو، سال ۲۰۱۲
دین در ایتالیا عمدتاً توسط مسیحیت به ویژه کلیسای کاتولیک شناخته شده است. بیش از ۱۰ درصد ساکنان ایتالیا (چه ایتالیایی چه مهاجر) دینی غیر از مسیحیت کاتولیک دارند. همچنین تعداد آتئیستها و آگنوستیکها نیز در حال افزایش است. در میان اقلیت‌های دینی، اسلام پیروان بیشتری را دارد. همچنینکلیسای ارتدکس شرقی و ارتدوکسی مشرقی، پروتستانتیسم، شاهدان یهوه، آیین بودایی، سیک و یهودیت نیز پیروانی دارند.
مهم‌ترین قدیس‌های پشتیبان کاتولیک ایتالیا، فرانسیس آسیزی و کاترین سیه‌نا هستند.